# Sărădiș
Sărădiș – wieś w Rumunii, w okręgu Kluż, w gminie Feleacu. W 2011 roku liczyła 66 mieszkańców.